# Liste von Traktormarken

## A
| Marke                     | Staat                           | Einführung | Auflösung | Bemerkungen                                                                              | Bild |
| ------------------------- | ------------------------------- | ---------- | --------- | ---------------------------------------------------------------------------------------- | ---- |
| Abega                     | Deutschland                     | 1918       | 1921      | Fa. A. Berger in Gardelegen                                                              |      |
| Acason                    | Vereinigte Staaten              |            |           | Marke eingestellt                                                                        |      |
| ACO                       | Südafrika                       | 1986       | 2000er    |                                                                                          |      |
| Acremaster                | Australien                      | 1975       | 1985      |                                                                                          |      |
| Avance Traktor            | Schweden                        | 1912       | 1929      | für 1917 ist ein Semi-Diesel belegt.                                                     |      |
| Advance                   | Vereinigte Staaten              | 1910       | 1911      | übernommen von Rumely → Advance-Rumely                                                   |      |
| Advance-Rumely            | Vereinigte Staaten              | 1853       | 1931      | von Allis-Chalmers übernommen                                                            |      |
| Aebi                      | Schweiz                         | 1929       |           | heute Aebi Schmidt                                                                       |      |
| AGCO                      | Vereinigte Staaten              | 2001       | ?         | nur noch Konzernname                                                                     |      |
| AGCO Allis                | Vereinigte Staaten              | 1990       | ?         | Marke eingestellt                                                                        |      |
| AGCOSTAR                  | Vereinigte Staaten              | 1995       | 2001      | Nachfolger von McConnell                                                                 |      |
| Agrale                    | Brasilien                       | 1962       |           |                                                                                          |      |
| AGRAR TEC                 | Deutschland                     |            |           |                                                                                          |      |
| Agria                     | Deutschland                     | 1954       |           |                                                                                          |      |
| Agrico                    | Südafrika                       | 1982       |           |                                                                                          |      |
| Agrifull                  | Italien                         | ?          | 1985      | Übernahme durch Fiatagri, heute CNH                                                      |      |
| Agrinar                   | Argentinien                     | 2002       |           |                                                                                          |      |
| Agri-Power                | Vereinigte Staaten              | 1982       | 1995      |                                                                                          |      |
| Agrison                   | Australien                      | ?          |           | Hersteller ist Changlin Deutz-Fahr                                                       |      |
| Agromash                  | Russland                        | ?          |           |                                                                                          |      |
| Agromehanika              | Slowenien                       | 1970er     |           |                                                                                          |      |
| Aktivist                  | Deutsche Demokratische Republik | 1949       | 1952      | Marke der Brandenburger Traktorenwerke                                                   |      |
| Albaugh-Dover Square Turn | Vereinigte Staaten              | 1917       | 1925      |                                                                                          |      |
| Alldays General Purpose   | Vereinigtes Königreich          | 1917       | 1918      | Marke eingestellt                                                                        |      |
| Allgaier                  | Deutschland                     | 1946       | 1955      |                                                                                          |      |
| Allis-Chalmers            | Vereinigte Staaten              | 1914       | 1985      | Vorgänger von Deutz-Allis                                                                |      |
| Alpenland                 | Deutschland                     | 1948       | 1959      |                                                                                          |      |
| Alpina Oekonom            | Schweiz                         |            |           | Marke eingestellt                                                                        |      |
| Altmann                   | Deutschland                     | 1905       | 1907      |                                                                                          |      |
| Amkodor                   | Belarus                         | ?          |           |                                                                                          |      |
| Anker                     | Deutschland                     | 1920       | 1932      |                                                                                          |      |
| Antonio Carraro           | Italien                         | 1958       |           |                                                                                          |      |
| Asuma-Mitsubishi          | Japan                           | 1959       |           |                                                                                          |      |
| Arbos                     | Italien                         | 1896       |           | Ab 2015 Bestandteil des chinesischen Industriekonzerns Foton-Lovol                       |      |
| ArmaTrac                  | Türkei                          | 2003       |           |                                                                                          |      |
| Atkinson                  | Vereinigtes Königreich          |            |           | kein Bezug zu Atkinson Vehicles. Teilweise übernommen von David Brown. Marke eingestellt |      |
| Atkinson-Hacker           | Vereinigtes Königreich          | 1952       |           | kein Bezug zu Atkinson Vehicles. Traktoren für die Forstwirtschaft. Marke eingestellt    |      |
| Atlas                     | Vereinigte Staaten              | 1917       | 1918      |                                                                                          |      |
| Aultman-Taylor            | Vereinigte Staaten              | 1910       | 1923      |                                                                                          |      |
| Austin                    | Frankreich                      | 1919       | 1931      |                                                                                          |      |
| Aveling & Porter          | Vereinigtes Königreich          | 1854       | 1937      | Vorgänger von Aveling-Barford. Marke eingestellt                                         |      |
| Avery                     | Vereinigtes Königreich          | ca. 1913   | ca. 1917  |                                                                                          |      |
| Avery                     | Vereinigte Staaten / Peoria     | 1891 1938  | 1924 1941 |                                                                                          |      |
| Avery                     | Vereinigte Staaten / Louisville | 1915 1942  | 1916 1951 |                                                                                          |      |

## B
| Marke                        | Staat                  | Einführung | Auflösung | Bemerkungen | Bild |
| ---------------------------- | ---------------------- | ---------- | --------- | --- | ---- |
| Babiole                      | Frankreich             | ?          | ?         | Marke eingestellt |      |
| Bachmann                     | Deutschland            | 1918       | 1925      | |      |
| Baldwin                      | Australien             | 1979       | 1984      | |      |
| Barreiros                    | Spanien                | 1950er     | ?         | Marke eingestellt |      |
| Basak                        | Türkei                 | ?          |           | |      |
| Bates                        | Frankreich             | ?          | ?         | Marke eingestellt |      |
| Bauchet                      | Frankreich             | ?          | ?         | Marke eingestellt |      |
| Bautz                        | Deutschland            | 1948       | 1963      | |      |
| BCS                          | Italien                | ?          |           | |      |
| Beilhack                     | Deutschland            | 1937       | 1939      | |      |
| Belarus                      | Belarus                | 1946       |           | |      |
| Bell                         | Südafrika              | 1970er     |           | |      |
| Benz                         | Deutschland            | 1919       | 1926      | Zeitweise auch Benz-Sendling |      |
| Bergmeister                  | Deutschland            | 1970       |           | |      |
| Bernson                      | Österreich             | ?          | ?         | Marke eingestellt |      |
| Best                         | Vereinigte Staaten     | 1904       | 1925      | Vorgänger von Caterpillar |      |
| Bethlehem                    | Vereinigte Staaten     | 1917       | 1927      | Marke eingestellt |      |
| Betz                         | Deutschland            | ca. 1948   | ?         | Marke eingestellt |      |
| Big Bud                      | Vereinigte Staaten     | 1961       | 1992      | |      |
| Big Bull                     | Vereinigte Staaten     | 1914       | 1920      | |      |
| BIMA                         | Frankreich             | 1983       | 1995      | |      |
| Bischoff                     | Deutschland            | 1951       | 1954      | Marke eingestellt |      |
| Bizon                        | Polen                  | 1954       | 2000      | Marke eingestellt |      |
| Blank                        | Deutschland            | 1950       | ?         | Marke eingestellt |      |
| Blumberg Steady Pull         | Vereinigte Staaten     | 1914       | 1925      | Marke eingestellt |      |
| BMC                          | Vereinigtes Königreich | 1960er     | 1960er    | |      |
| Bob Zugmaschinen Hans Hansen | Deutschland            | 1935       | 1942?     | |      |
| Boris Bond                   | Ukraine                | ?          |           | |      |
| Bobcat                       | Vereinigte Staaten     | ca. 2007   | ca. 2013  | Joint Venture zwischen Doosan (Bobcat Baumaschinen) und Daedong (Kioti Traktoren) für den nordamerikanischen Markt. Technik von Kioti. |      |
| Boehringer                   | Deutschland            | 1948       | 1950      | Unimog |      |
| Bolinder-Munktell            | Schweden               | 1947       | ?         | Nachfolger von Munktells Mekaniska Verkstad Vorgänger von Volvo-BM                                                                     |      |
| Bolens                       | Vereinigte Staaten     | 1919       | ?         | Um 1940 zur FMC Corporation. |      |
| Borsig                       | Deutschland            | 1921       | 1927      | |      |
| Branson                      | Südkorea               | ?          | 2022      | Marke eingestellt, Nachfolger TYM |      |
| Bristol Tractor Company      | Vereinigtes Königreich | 1931       | 1971      | |      |
| British Wallis               | Vereinigtes Königreich | ca. 1918   | ?         | Lizenzproduktion des Wallis |      |
| Brockway                     | Vereinigte Staaten     | 1949       | 1958      | Kein Bezug zur Brockway Motor Truck Company. Marke eingestellt                                                                         |      |
| Brons                        | Niederlande            | ?          | ?         | |      |
| Brummer                      | Deutschland            | 1936       | 1938      | Marke eingestellt |      |
| BTG                          | Deutschland            | 1950       | 1961      | Nachfolger Tatrac |      |
| Bubba                        | Italien                | 1919       | 1964      | Marke eingestellt |      |
| Bucher                       | Schweiz                | 1953       | 1998      | Marke eingestellt |      |
| Buckeye                      | Vereinigte Staaten     | 1912       | 1917      | |      |
| Bühler/Buhler                | Kanada                 | ?          | ?         | Marke eingestellt, Nachfolger und Vorgänger von Versatile                                                                              |      |
| Bührer                       | Schweiz                | 1929       | 1978      | Marke eingestellt. Bührer verkauft noch Ersatzteile und rüstet alte Traktoren mit neuer Technik um.                                    |      |
| Bukh                         | Dänemark               | 1956       | 1968      | Traktorproduktion eingestellt |      |
| Bungartz                     | Deutschland            | 1954       | 1974      | |      |
| Burks & Gemmill              | Vereinigte Staaten     | ?          | ?         | |      |
| Burischek                    | Deutschland            | 1904       | 1965      | der Ort liegt heute in Tschechien |      |
| Büssing                      | Deutschland            | 1919       | 1936      | |      |

## C
| Marke                  | Staat                  | Einführung | Auflösung | Bemerkungen                                                                    | Bild |
| ---------------------- | ---------------------- | ---------- | --------- | ------------------------------------------------------------------------------ | ---- |
| Caldwell-Vale          | Australien             | 1907       | 1916      | Marke eingestellt                                                              |      |
| Cameco                 | Vereinigte Staaten     | 1965       | 2006      |                                                                                |      |
| Cameron                | Vereinigte Staaten     | ?          | ?         | Marke eingestellt                                                              |      |
| Case Corporation       | Vereinigte Staaten     | 1895       | 1985      | Nachfolger Case IH                                                             |      |
| Case IH                | Vereinigte Staaten     | 1985       |           | Heute Case New Holland (CNH)                                                   |      |
| Cassani                | Italien                | ?          | ?         | Marke eingestellt                                                              |      |
| Caterpillar            | Vereinigte Staaten     | 1925       | 2001      | Nachfolger Challenger Equipment                                                |      |
| Carraro Group          | Italien                | 1995       |           |                                                                                |      |
| CBT                    | Brasilien              | 1959       | 1995      |                                                                                |      |
| Centenario             | Argentinien            | ?          | ?         | Marke eingestellt                                                              |      |
| Cerva                  | Deutschland            | 1920       | 1931      |                                                                                |      |
| Challenger             | Vereinigte Staaten     | 2001       | 2020er    | Vorgänger von Fendt-Raupenschlepper Nachfolger von Caterpillar                 |      |
| Chamberlain            | Australien             | 1947       | 1986      |                                                                                |      |
| Champion               | Vereinigte Staaten     | 1918       | 1920      |                                                                                |      |
| Champion               | Frankreich             | 1952       | 1960      |                                                                                |      |
| Chase                  | Vereinigte Staaten     | 1908       | 1918      |                                                                                |      |
| Chase                  | Kanada                 | 1919       | 1921      |                                                                                |      |
| Chery                  | Volksrepublik China    | 2010       | ?         | Vorgänger von DETANK                                                           |      |
| Ch’ŏllima              | Nordkorea              | 1958       |           |                                                                                |      |
| ChTZ                   | Sowjetunion            | 1931       |           |                                                                                |      |
| Cirta                  | Algerien               | 1974       |           |                                                                                |      |
| Citroën                | Frankreich             | ?          | ?         | Marke eingestellt                                                              |      |
| Claas                  | Deutschland            | 1913       |           |                                                                                |      |
| Claeyson               | Belgien                | ?          | ?         | Marke eingestellt                                                              |      |
| Clayton                | Vereinigtes Königreich | 1911       | 1928      |                                                                                |      |
| Clayton & Shuttleworth | Vereinigtes Königreich | 1860       | 1929      | Unternehmen bestand von 1842–1929. Portables ab 1854. Marke eingestellt        |      |
| Clayton & Shuttleworth | Ungarn                 | 1920er     | 1930er    | Lizenzproduktion mit Beteiligung von Clayton & Shuttleworth. Marke eingestellt |      |
| Cletrac                | Vereinigte Staaten     | 1918       | 1944      | Von der Oliver Corporation übernommen                                          |      |
| Cockshutt              | Kanada                 | 1946       | 1972      |                                                                                |      |
| Columbus               | Vereinigte Staaten     | 1906       | 1911      |                                                                                |      |
| Continental            | Frankreich             | ?          | ?         | Marke eingestellt                                                              |      |
| CO-op                  | Vereinigte Staaten     | ca. 1930   | 1952      | übernommen von Cockshutt; Marke eingestellt                                    |      |
| Corbitt                | Vereinigte Staaten     | ?          | ?         | Marke eingestellt                                                              |      |
| Crystal                | Polen                  | ?          |           |                                                                                |      |
| Custom                 | Vereinigte Staaten     | ?          | ?         | Marke eingestellt                                                              |      |

## D
| Marke           | Staat                  | Einführung | Auflösung | Bemerkungen                                            | Bild |
| --------------- | ---------------------- | ---------- | --------- | ------------------------------------------------------ | ---- |
| DAAG            | Deutschland            | 1923       | 1929      |                                                        |      |
| Daedong         | Südkorea               | 1968       |           |                                                        |      |
| Daimler         | Deutschland            | 1914       | 1926      | Vorgänger von Mercedes-Benz                            |      |
| David Bradley   | Vereinigte Staaten     | ?          | ?         | gehörte Sears, Roebuck and Company                     |      |
| David Brown     | Vereinigtes Königreich | 1939       | 1983      | 60er: fein abgestuftes Getriebe durch 2 Vorstufen      |      |
| Davis           | Vereinigte Staaten     | ?          | 1917      | von Advance-Rumely übernommen                          |      |
| Deganello       | Italien                | 1926       | 1943      |                                                        |      |
| Demmler         | Deutschland            | 1948       | 1951      |                                                        |      |
| De Nardi        | Italien                | ?          | ?         | Marke eingestellt                                      |      |
| DETANK          | Volksrepublik China    | 2014       | ?         | Nachfolger von Chery Vorgänger von Zoomlion            |      |
| Detroit Tractor | Vereinigte Staaten     | ?          | ?         | Marke eingestellt                                      |      |
| Deuliewag       | Deutschland            | 1936       | 1952      |                                                        |      |
| Deutz           | Deutschland            | 1907       | 1977      | Vorgänger von Deutz-Fahr                               |      |
| Deutz-Allis     | Vereinigte Staaten     | 1985       | 1990      | Nachfolger von Allis-Chalmers Vorgänger von AGCO-Allis |      |
| Deutz-Fahr      | Deutschland            | 1977       |           | Nachfolger von Deutz                                   |      |
| Dexheimer       | Deutschland            | 1965       | 2013      |                                                        |      |
| Dezzi           | Südafrika              | ?          |           |                                                        |      |
| Dinos           | Deutschland            | 1918       | 1922      |                                                        |      |
| Doe             | Vereinigtes Königreich | 1950er     | 1960er    |                                                        |      |
| DongFangHong    | Volksrepublik China    |            |           |                                                        |      |
| Dong Feng       | Volksrepublik China    | 1978       |           |                                                        |      |
| Doppstadt       | Deutschland            | 1999       | 2006      | Nachfolger von LTS Vorgänger von Mali-Trac             |      |
| Doyen           | Belgien                | 1927       | 1928      |                                                        |      |
| Drexler         | Österreich             | ?          | ?         | Marke eingestellt                                      |      |
| DTU             | Deutschland            | 2006       |           |                                                        |      |
| Duplex          | USA                    | ?          | ?         | Marke eingestellt vor 1945                             |      |
| Dutra           | Ungarn                 | ?          | ?         | Marke eingestellt                                      |      |

## E
| Marke               | Staat              | Einführung | Auflösung | Bemerkungen       | Bild |
| ------------------- | ------------------ | ---------- | --------- | ----------------- | ---- |
| Eagle               | Vereinigte Staaten | ?          | ?         | Marke eingestellt |      |
| Ebro                | Spanien            | ?          | ?         | Marke eingestellt |      |
| Eco                 | Frankreich         | ?          | ?         | Marke eingestellt |      |
| EFT                 | Vereinigte Staaten | 1921       | 1922      |                   |      |
| Eicher              | Deutschland        | 1936       | 1998      |                   |      |
| Eicher              | Indien             | 1959       |           |                   |      |
| Eiger               | Schweiz            | 1958       | 1968      | Marke eingestellt |      |
| Eisenmann           | Deutschland        | 1936       | 1939      |                   |      |
| Energic             | Frankreich         | ?          | ?         | Marke eingestellt |      |
| Erkunt              | Türkei             | ?          |           |                   |      |
| Ensinger            | Deutschland        | 1948       | 1954      | Marke eingestellt |      |
| Emerson-Brantingham | Vereinigte Staaten | ?          | ?         | Marke eingestellt |      |
| Epple und Buxbaum   | Österreich         | 1936       | 1942      |                   |      |
| Erkelenz            | Deutschland        | 1949       | 1952      |                   |      |
| Escorts             | Indien             | ?          |           |                   |      |
| Eugra               | Deutschland        | ?          | ?         | Marke eingestellt |      |
| Europard            | Polen              | ?          |           |                   |      |

## F
| Marke             | Staat                           | Einführung | Auflösung | Bemerkungen                                                                                    | Bild |
| ----------------- | ------------------------------- | ---------- | --------- | ---------------------------------------------------------------------------------------------- | ---- |
| Fahr              | Deutschland                     | 1938       | 1964      |                                                                                                |      |
| Fair-Mor          | Vereinigte Staaten              | 1910       | 1920      |                                                                                                |      |
| Fageol            | Vereinigte Staaten              | 1916       | ?         | Marke eingestellt                                                                              |      |
| Famo              | Deutschland                     | 1935       | 1945      | Vorgänger von Pionier                                                                          |      |
| Famous            | Vereinigte Staaten              | 1906       | 1912      |                                                                                                |      |
| Famulus           | Deutsche Demokratische Republik | 1956       | 1965      | Marke des Schlepperwerk Nordhausen                                                             |      |
| Farmall           | Vereinigte Staaten              | ?          | ?         | Marke von International Harvester                                                              |      |
| Farmcrest         | Vereinigte Staaten              | 1947       | ca. 1950  | Marke eingestellt                                                                              |      |
| Farmer            | Polen                           | 2003       |           |                                                                                                |      |
| Farmer Boy        | Vereinigte Staaten              | 1915       | 1920      |                                                                                                |      |
| Farmers Oil       | Vereinigte Staaten              | ?          | ?         | Marke eingestellt                                                                              |      |
| Farmobile         | Vereinigte Staaten              | 1909       |           | Details fehlen; Marke eingestellt                                                              |      |
| Farmtrac          | Indien                          | ?          |           |                                                                                                |      |
| Farmtrac          | Polen                           | 2000       |           |                                                                                                |      |
| Faun              | Deutschland                     | 1949       | 1952      |                                                                                                |      |
| Feldmeister       | Niederlande (Deutschland)       | 1949       | 1966      | Eine Marke von Wesseler aus Altenberge für den niederländischen Markt                          |      |
| Fendt             | Deutschland                     | 1928       |           | Bekannt durch das stufenlose Getriebe                                                          |      |
| Ferguson          | Vereinigtes Königreich          | 1916       | 1953      | Wurde von Massey-Harris übernommen                                                             |      |
| Ferrari           | Italien                         | 1965       |           |                                                                                                |      |
| Fiat              | Italien                         | 1919       | 1984      | Vorgänger von Fiatagri                                                                         |      |
| Fiatagri          | Italien                         | 1984       | 1995      | Vorgänger von New Holland Nachfolger von Fiat                                                  |      |
| Field Marshall    | Vereinigtes Königreich          | 1945       | 1957      |                                                                                                |      |
| Fieldtrac         | Indien                          | ?          |           |                                                                                                |      |
| Fitch             | Vereinigte Staaten              | 1915       | 1930      |                                                                                                |      |
| Flader            | Deutschland                     | 1920       | 1929      |                                                                                                |      |
| Flöther           | Deutsches Reich                 | 1885       | 1928      | in Gassen, heute Jasień (Polen). Fahrbare Lokomobile. Die Landmaschinenmarke bestand 1854–1945 |      |
| Flottweg          | Schweiz                         | ?          | ?         | Marke eingestellt                                                                              |      |
| FMWorld           | China                           | ?          |           |                                                                                                |      |
| Ford              | Vereinigte Staaten              | 1939       | 2000      | Vorgänger von New Holland Nachfolger von Fordson                                               |      |
| Fordson           | Vereinigte Staaten              | 1916       | 1964      | Vorgänger von Ford                                                                             |      |
| Fordson-Putilowez | Sowjetunion                     | 1924       | 1933      | Vorgänger von Kirowez                                                                          |      |
| Fortschritt       | Deutsche Demokratische Republik | 1967       | 1990      | Vorgänger von LTS                                                                              |      |
| Foton             | Volksrepublik China             | ?          |           |                                                                                                |      |
| Fowler            | Vereinigtes Königreich          | 1901       | 1937      | gegr. 1863, Fahrzeugmarke 1935 eingestellt                                                     |      |
| Friday            | Vereinigte Staaten              | ?          | ?         | Marke eingestellt                                                                              |      |
| Funk              | Deutschland                     | 1950er     | 1950er    |                                                                                                |      |
| Fuß-Trac          | Deutschland                     | 2015       |           | Nachfolger von Systrac                                                                         |      |

## G
| Marke                  | Staat                  | Einführung | Auflösung    | Bemerkungen                                                                                | Bild |
| ---------------------- | ---------------------- | ---------- | ------------ | ------------------------------------------------------------------------------------------ | ---- |
| Gaar-Scott             | Vereinigte Staaten     | ?          | ?            | Fusion mit Rumely                                                                          |      |
| Gallerani              | Italien                | 1954       | 1958         |                                                                                            |      |
| Galloway Bear Cat      | Vereinigte Staaten     | 1916       | 1919         | Marke der William Galloway Company                                                         |      |
| Galloway Farmobile     | Vereinigte Staaten     | 1916       | 1919         | Marke der William Galloway Company                                                         |      |
| Gambino                | Italien                | 1936       | 1953         |                                                                                            |      |
| Gamble's Farmcrest     | Vereinigte Staaten     | ?          | ?            | Marke eingestellt                                                                          |      |
| GAME                   | Vereinigte Staaten     | ?          |              |                                                                                            |      |
| Richard Garrett & Sons | Vereinigtes Königreich | 1745       | ca. 1981     | Landtechnik, Motorenbau. Lokomobile ab 1840. Fahrzeugbau endete um 1939, Marke eingestellt |      |
| Garner                 | Vereinigtes Königreich | 1916       | 1919         | Entspricht Galloway. Marke eingestellt                                                     |      |
| Garner                 | Vereinigtes Königreich | 1946       | ?            | Marke eingestellt                                                                          |      |
| Garner                 | Vereinigte Staaten     | 1913       | ?            | Marke eingestellt                                                                          |      |
| GMW                    | Schweden               | ?          | ?            | Marke eingestellt                                                                          |      |
| GeDe                   | Niederlande            | 1926       | ?            |                                                                                            |      |
| Gibson                 | Vereinigte Staaten     | 1946       | 1952         |                                                                                            |      |
| Goldoni                | Italien                | 1927       |              | 2021 von Keestrack gekauft                                                                 |      |
| Graham-Bradley         | Vereinigte Staaten     | ?          | ?            | Marke eingestellt                                                                          |      |
| Grand Haven            | Vereinigte Staaten     | ?          | ?            | Marke eingestellt                                                                          |      |
| Granich Traktor        | Deutschland            | 1936       | 1950er Jahre | Marke eingestellt                                                                          |      |
| Gray                   | Vereinigte Staaten     | ?          | ?            | Marke eingestellt                                                                          |      |
| Grunder                | Schweiz                | ?          | ?            | Marke eingestellt                                                                          |      |
| Güldner                | Deutschland            | 1936       | 1969         |                                                                                            |      |
| Gualdi & Figli         | Italien                | 1950       | 1959         | Marke eingestellt                                                                          |      |
| Gutbrod                | Deutschland            | 1946       | ?            | Marke eingestellt                                                                          |      |
| Gutter                 | Deutschland            | ?          | ?            | Marke eingestellt                                                                          |      |

## H
| Marke           | Staat                  | Einführung | Auflösung | Bemerkungen                                                          | Bild |
| --------------- | ---------------------- | ---------- | --------- | -------------------------------------------------------------------- | ---- |
| Hagedorn        | Deutschland            | 1936       | 1952      |                                                                      |      |
| Hako            | Deutschland            | 1961       | ?         | Marke eingestellt                                                    |      |
| Hania Forward   | Russland               | 2013       |           | Importmarke von KAT                                                  |      |
| Hanno           | Deutschland            | 1935       | 1949      | Marke eingestellt                                                    |      |
| Hanomag         | Deutschland            | 1923       | 1970      |                                                                      |      |
| Hanomag         | Argentinien            | 2011       |           | Importmarke                                                          |      |
| Happy Farmer    | Vereinigte Staaten     | ?          | ?         | Marke eingestellt                                                    |      |
| Handiman        | Vereinigte Staaten     | 1931       | 1942      | Handelsmarke der Sears, Roebuck and Company für Gartentraktoren      |      |
| Hansa-Lloyd     | Deutschland            | 1916       | 1925      |                                                                      |      |
| Hart-Parr       | Vereinigte Staaten     | 1901       | 1937      | Marke eingestellt                                                    |      |
| Hasenzahl       | Deutschland            | ?          | ?         | Marke eingestellt                                                    |      |
| Hatz            | Deutschland            | 1953       | 1964      |                                                                      |      |
| HAWA            | Deutschland            | 1918       | 1931      |                                                                      |      |
| Heer            | Vereinigte Staaten     | 1910       | 1915      |                                                                      |      |
| Heider          | Vereinigte Staaten     | ?          | ?         | Marke eingestellt                                                    |      |
| Hela            | Deutschland            | 1929       | 1979      |                                                                      |      |
| Hemag           | Deutschland            | 1924       | 1927      |                                                                      |      |
| Hesston         | Vereinigte Staaten     | 1947       | ?         | Marke eingestellt                                                    |      |
| A. Heucke       | Deutschland            | ca. 1890   | 1950      | Dampfpfluglokomotiven                                                |      |
| Hieble          | Deutschland            | 1979       |           |                                                                      |      |
| Hinomoto        | Japan                  | 1950er     | 1997      | Vorgänger von Tierra                                                 |      |
| HMG             | Deutschland            | 1923       | 1928      |                                                                      |      |
| HMT             | Indien                 | 1971       |           |                                                                      |      |
| Hoke            | Vereinigte Staaten     | ?          | ?         | Marke eingestellt                                                    |      |
| Holt            | Vereinigte Staaten     | ?          | ?         | Vorgänger von Caterpillar                                            |      |
| Hornsby         | Vereinigtes Königreich | ?          | ?         | Marke eingestellt                                                    |      |
| Horsch          | Deutschland            | 1994       | 1995      | Entwickelt mit Kirowez                                               |      |
| Horwood Bagshaw | Australien             | ?          | ?         | Marke eingestellt                                                    |      |
| Hough           | Vereinigte Staaten     | ?          | ?         | Marke eingestellt                                                    |      |
| Hoyo            | Rumänien               | 2008       |           |                                                                      |      |
| HSCS            | Ungarn                 | ?          | 1956      | Vorgänger von Dutra                                                  |      |
| Huber           | Vereinigte Staaten     | ?          | ?         | Marke eingestellt                                                    |      |
| Hume            | Vereinigte Staaten     | ?          | ?         | Marke eingestellt                                                    |      |
| Hummel          | Deutschland            | 1952       | 1966      | Marke eingestellt                                                    |      |
| Hürlimann       | Schweiz                | 1929       |           | Bis 1983 wurde in der Schweiz produziert. Gehört aktuell zu Same (I) |      |

## I
| Marke                   | Staat                  | Einführung | Auflösung | Bemerkungen                        | Bild |
| ----------------------- | ---------------------- | ---------- | --------- | ---------------------------------- | ---- |
| I.A.M.E.                | Argentinien            | 1952       | 1956      | Marke eingestellt                  |      |
| Imperial                | Vereinigte Staaten     | ?          | ?         |                                    |      |
| Impodan                 | Dänemark               | ?          |           | Importmarke von Changzhou Dongfeng |      |
| IMT                     | Serbien                | 1947       |           |                                    |      |
| Ingeco                  | Vereinigte Staaten     | 1914       | 1916      | Marke eingestellt                  |      |
| Ingeco                  | Vereinigte Staaten     | 1916       | 1919      | Marke eingestellt                  |      |
| Intercontinental        | Vereinigte Staaten     | ca. 1946   | ca. 1960  | Marke eingestellt                  |      |
| International           | Schweiz                | ?          | ?         | Marke eingestellt                  |      |
| International Harvester | Vereinigte Staaten     | 1937       | 1985      | Vorgänger von Case IH              |      |
| Irum                    | Rumänien               | 2010       |           |                                    |      |
| IRUS                    | Deutschland            | 1938       | 1966      |                                    |      |
| ITM                     | Iran                   | 1966       |           |                                    |      |
| Iseki                   | Japan                  | 1963       |           |                                    |      |
| Italtractor             | Italien                | 1939       | 1960      | Marke eingestellt                  |      |
| Ivel                    | Vereinigtes Königreich | ?          | ?         | Marke eingestellt                  |      |

## J
| Marke           | Staat                  | Einführung | Auflösung | Bemerkungen                                                  | Bild |
| --------------- | ---------------------- | ---------- | --------- | ------------------------------------------------------------ | ---- |
| Jaehne          | Deutschland            | 1926       | 1945      |                                                              |      |
| JCB             | Vereinigtes Königreich | 1991       |           |                                                              |      |
| Jelbart         | Australien             | ?          | ?         | Marke eingestellt                                            |      |
| Jinma           | Volksrepublik China    | ?          |           |                                                              |      |
| John Blue       | Vereinigte Staaten     | ?          | 1975/1976 |                                                              |      |
| John Deere      | Vereinigte Staaten     | 1918       |           | Nachfolger von Waterloo                                      |      |
| John Deere Lanz | Deutschland            | 1960       | 1967      | Nachfolger von Lanz, Vorgänger von John-Deere in Deutschland |      |
| Jumbo           | Vereinigte Staaten     | ?          | ?         | Marke eingestellt                                            |      |

## K
| Marke                          | Staat              | Einführung | Auflösung              | Bemerkungen | Bild |
| ------------------------------ | ------------------ | ---------- | ---------------------- | --- | ---- |
| Kaelble                        | Deutschland        | 1925       | ca. 1939               | |      |
| KAMAZ                          | Russland           | 2002       |                        | |      |
| Kämper                         | Deutschland        | 1949       | 1950                   | |      |
| Kärcher Municipal              | Deutschland        | 1953       |                        | ehemals Max Holder GmbH |      |
| Kartar                         | Indien             | ?          |                        | |      |
| KAT                            | China              | ?          |                        | |      |
| Kato                           | Japan              | 1938       |                        | heute Mobilkranhersteller |      |
| Keck Gonnermann                | Vereinigte Staaten | ?          | ?                      | |      |
| Kelkel                         | Deutschland        | 1937       | 1956                   | |      |
| Kelly & Lewis                  | Australien         | ?          | ?                      | Marke eingestellt |      |
| Kemna                          | Deutschland        | 1921       | zwischen 1932 und 1945 | |      |
| Kioti                          | Südkorea           | 1968       |                        | Marke für den nordamerikanischen und europäischen Markt; gehört zum 1947 gegründeten Konzern Daedong Industrial aus Südkorea |      |
| Kirowez                        | Russland           | 1934       |                        | Nachfolger von Fordson-Putilowez                                                                                             |      |
| Kleinland                      | Deutschland        | ?          | ?                      | Marke eingestellt |      |
| Klose                          | Deutschland        | 1917       | 1920                   | |      |
| Knegt                          | Niederlande        | ?          |                        | Importmarke |      |
| Knox                           | Vereinigte Staaten | ?          | 1924                   | |      |
| Knox-Martin Automobile Tractor | Vereinigte Staaten | ?          | ?                      | Marke eingestellt |      |
| Kögel                          | Deutschland        | 1949       | 1954                   | |      |
| Köpfli                         | Schweiz            | 1948       | 1964                   | Marke eingestellt |      |
| Komnick                        | Deutschland        | 1914       | 1930                   | |      |
| Körting Hannover               | Deutschland        | 1918       | 1924                   | |      |
| Kosto                          | Deutschland        | 1918       | 1923                   | |      |
| Kramer                         | Deutschland        | 1925       | 1973                   | |      |
| Krapp                          | Deutschland        | 1967       | 1969                   | |      |
| Krasser                        | Österreich         | ?          | ?                      | |      |
| Krieger                        | Deutschland        | 1958       | ?                      | Marke eingestellt |      |
| Krümpel                        | Deutschland        | 1949       | 1950                   | |      |
| Kubota                         | Japan              | ?          |                        | |      |
| Kulmus                         | Deutschland        | 1949       | 1955                   | |      |
| Kyffhäuserhütte                | Deutschland        | 1912       | 1939                   | |      |

## L
| Marke                 | Staat                  | Einführung             | Auflösung | Bemerkungen                                                          | Bild |
| --------------------- | ---------------------- | ---------------------- | --------- | -------------------------------------------------------------------- | ---- |
| L.O. Tractor          | Vereinigtes Königreich | ?                      | ?         |                                                                      |      |
| Labourier             | Frankreich             | ?                      | ?         | Marke eingestellt                                                    |      |
| Labinprogres-TPS      | Kroatien               | 1974                   |           |                                                                      |      |
| LaCrosse              | Vereinigte Staaten     | ?                      | ?         | Marke eingestellt                                                    |      |
| Lamborghini           | Italien                | 1948                   |           |                                                                      |      |
| Landini               | Italien                | 1884                   |           |                                                                      |      |
| Landrin               | Frankreich             |                        |           | Siehe Omnia 05-07-1913 Seite 575                                     |      |
| Lanz                  | Deutschland            | 1912                   | 1960      | Vorgänger von John-Deere-Lanz                                        |      |
| Lanz                  | Spanien                | ?                      | 1963      |                                                                      |      |
| Latil                 | Frankreich             | ?                      | ?         | Marke eingestellt                                                    |      |
| Lauren                | Deutschland            | 1955                   | 1955      | es wurden nur einige Prototypen gefertigt                            |      |
| Lauson                | USA                    | 1905                   | 1908      | Marke eingestellt                                                    |      |
| Lauson                | USA                    | 1915                   | 1937      | Marke eingestellt                                                    |      |
| Leader                | Vereinigte Staaten     | ?                      | ?         | Marke eingestellt                                                    |      |
| Lehr                  | Vereinigte Staaten     | ?                      | ?         | Marke eingestellt                                                    |      |
| Lenar                 | Volksrepublik China    | zwischen 1999 und 2004 |           | Marke von Jiangling                                                  |      |
| Le Percheron          | Frankreich             | 1947                   | 1955      |                                                                      |      |
| Lesa                  | Italien                | 1950                   | 1965      | Marke eingestellt                                                    |      |
| Leyland               | Vereinigtes Königreich | ?                      | ?         | Marke eingestellt                                                    |      |
| LG Tractor            | Südkorea               | ?                      | ?         | Vorgänger von LS Tractor                                             |      |
| LHB                   | Deutschland            | 1949                   | 1956      |                                                                      |      |
| LHW                   | Deutschland            | 1927                   | 1935      | Vorgänger von FAMO und LHB                                           |      |
| Lindner               | Österreich             | 1948                   |           |                                                                      |      |
| Liugong               | China                  | 2020                   |           |                                                                      |      |
| Lombardini            | Italien                | 1951                   | 1958      | Marke eingestellt                                                    |      |
| Louisville Motor Plow | Vereinigte Staaten     | 1915                   | 1916      |                                                                      |      |
| LS Tractor            | Südkorea               | ?                      |           | Nachfolger von LG Tractor                                            |      |
| LTS                   | Deutschland            | 1990                   | 1999      | Nachfolger von Fortschritt und Mercedes-Benz Vorgänger von Doppstadt |      |
| LTS                   | Russland               | 1944                   |           |                                                                      |      |
| Lugli                 | Italien                | 1954                   | 1959      | Marke eingestellt                                                    |      |

## M
| Marke                  | Staat                  | Einführung | Auflösung | Bemerkungen                                       | Bild |
| ---------------------- | ---------------------- | ---------- | --------- | ------------------------------------------------- | ---- |
| Macdonald              | Vereinigte Staaten     | 1917       | 1920      |                                                   |      |
| Mahindra               | Indien                 | ?          |           |                                                   |      |
| MALI                   | Deutschland            | ?          | ?         | Nachfolger von Doppstadt Vorgänger von Systrac    |      |
| MAN                    | Deutschland            | 1938       | 1964      |                                                   |      |
| MAP                    | Frankreich             | ?          | ?         | Marke eingestellt                                 |      |
| Marshall               | Vereinigtes Königreich | 1842       | 1975      | Von British Leyland übernommen; Marke eingestellt |      |
| Martin                 | Deutschland            | 1936       | 1949      |                                                   |      |
| Martin                 | Vereinigte Staaten     | ?          | ?         | Marke eingestellt                                 |      |
| Martinet               | Frankreich             | ?          | ?         |                                                   |      |
| Massey Ferguson        | Vereinigte Staaten     | 1958       |           | Nachfolger von Massey-Harris                      |      |
| Massey-Harris          | Kanada                 | 1917       | 1958      | Vorgänger von Massey Ferguson                     |      |
| MAT                    | Rumänien               | 1974       |           |                                                   |      |
| Matbro                 | Vereinigtes Königreich | ?          | ?         | Marke eingestellt                                 |      |
| MÁVAG                  | Ungarn                 | ?          | ?         | Marke eingestellt                                 |      |
| Maytag                 | Vereinigte Staaten     | ?          | ?         | Marke eingestellt                                 |      |
| MBA                    | Deutschland            | 1940       | 1940er    | Vorgänger und Nachfolger von O&K                  |      |
| McConnell-Mark         | Vereinigte Staaten     | ?          | ?         | Marke eingestellt                                 |      |
| McCormick              | Italien                | 2001       |           |                                                   |      |
| McCormick-Deering      | Vereinigte Staaten     | ?          | ?         | Vorgänger von International Harvester             |      |
| McDonald               | Australien             | 1908       | 1955      | Marke eingestellt                                 |      |
| McLaren                | Vereinigtes Königreich | ?          | ?         |                                                   |      |
| Meili                  | Schweiz                | 1934       | 1966      | Marke eingestellt                                 |      |
| Merk Pullax            | Schweiz                | ?          | ?         | Marke eingestellt                                 |      |
| Mercedes-Benz          | Deutschland            | 1928 1972  | 1931 1991 | Nachfolger Daimler und Benz Vorgänger von LTS     |      |
| Meroni (Traktor)       | Italien                | 1950       |           |                                                   |      |
| MIAG                   | Deutschland            | 1936       | 1952      | Marke eingestellt                                 |      |
| Baumi                  | Deutschland            | 1924       | 1934      |                                                   |      |
| Minneapolis-Moline     | Vereinigte Staaten     | ?          | ?         | Marke eingestellt                                 |      |
| Mitsubishi             | Japan                  | 1980       |           |                                                   |      |
| Mobile Track Solutions | Vereinigte Staaten     | ?          |           |                                                   |      |
| Modag                  | Deutschland            | 1916       | 1931      |                                                   |      |
| Model                  | Vereinigte Staaten     | 1906       | ca. 1908  |                                                   |      |
| Moline Universal       | Vereinigte Staaten     | 1915       | 1923      | Marke eingestellt, Nachfolger von Universal       |      |
| Monarch                | Vereinigtes Königreich | ?          | ?         | Marke eingestellt                                 |      |
| Montana                | Vereinigte Staaten     | 2004       | 2010      |                                                   |      |
| Moosburner             | Deutschland            | 1937       | 1940      | Marke eingestellt                                 |      |
| Morton                 | Vereinigte Staaten     | ?          | ?         | Marke eingestellt                                 |      |
| Morton-Heer            | Vereinigte Staaten     | ?          | ?         | Marke eingestellt                                 |      |
| Motomeccanica          | Italien                | 1918       | 1960er    | Marke eingestellt                                 |      |
| Muir-Hill              | Vereinigtes Königreich | 1920er     | 1980er    |                                                   |      |
| Müller                 | Brasilien              | ?          | ?         |                                                   |      |
| Munktells              | Schweden               | ?          | ?         | Vorgänger von Bolinder-Munktell                   |      |
| MWC                    | Deutschland            | 1949       | 1955      |                                                   |      |
| MWM                    | Deutschland            | 1924       | 1925      |                                                   |      |

## N
| Marke             | Staat                  | Einführung | Auflösung | Bemerkungen                      | Bild |
| ----------------- | ---------------------- | ---------- | --------- | -------------------------------- | ---- |
| Nahag             | Deutschland            | 1920       | 1923      |                                  |      |
| Nelson            | Vereinigte Staaten     | 1919       | 1921      | Allrad, Marke eingestellt        |      |
| Neumeyer          | Deutschland            | 1920       | 1925      | Marke eingestellt                |      |
| New Holland       | Vereinigte Staaten     | 1990er     |           | Nachfolger von Fiatagri und Ford |      |
| Nichols & Shepard | Vereinigte Staaten     | ?          | 1929      |                                  |      |
| Niemag            | Deutschland            | ?          | ?         | Marke eingestellt                |      |
| Nordtrak          | Deutschland            | 1947       | 1956      |                                  |      |
| Normag            | Deutschland            | 1938       | 1957      |                                  |      |
| Nuffield          | Vereinigtes Königreich | 1948       | ?         | Marke eingestellt                |      |

## O
| Marke  | Staat              | Einführung | Auflösung | Bemerkungen                                   | Bild |
| ------ | ------------------ | ---------- | --------- | --------------------------------------------- | ---- |
| O&K    | Deutschland        | 1920 1950  | 1941 1954 | Vorgänger und Nachfolger von MBA              |      |
| OM     | Italien            | ?          | ?         | Marke eingestellt                             |      |
| Oliver | Vereinigte Staaten | 1929       | 1974      | Nachfolger von Hart-Parr, Vorgänger von White |      |
| Orsi   | Italien            | 1931       | 1964      | Marke eingestellt                             |      |
| Oto    | Italien            | ?          | ?         | Marke eingestellt                             |      |
| Otto   | Deutschland        | ?          | ?         | Marke eingestellt                             |      |

## P
| Marke            | Staat                           | Einführung | Auflösung | Bemerkungen                                          | Bild                                                                         |
| ---------------- | ------------------------------- | ---------- | --------- | ---------------------------------------------------- | ---------------------------------------------------------------------------- |
| Parrett          | Vereinigte Staaten              | ?          | ?         | Marke eingestellt                                    |                                                                              |
| Pasquali         | Italien                         | ?          |           |                                                      |                                                                              |
| Pauny            | Argentinien                     | 2002       |           | Nachfolger von Zanello S.A.                          |                                                                              |
| Pavesi & Tolotti | Italien                         | 1910       | 1918      | umgewandelt in Motomeccanica                         |                                                                              |
| Paxman           | Vereinigtes Königreich          | 1865       | ?         | Motorenbau, Lokomobile, Traktoren; Marke eingestellt |                                                                              |
| Pekazett         | Deutschland                     | ?          | ?         |                                                      |                                                                              |
| Pfanzelt         | Deutschland                     | ?          |           | Traktoren für Forsteinsatz                           |                                                                              |
| Phoenix          | Australien                      | ?          | ?         | Marke eingestellt                                    |                                                                              |
| Pioneer          | Vereinigte Staaten              | ?          | ?         | Marke eingestellt                                    |                                                                              |
| Pioneer          | Vereinigte Staaten              | 1909       | 1927      |                                                      |                                                                              |
| Pionier          | Deutsche Demokratische Republik | 1949       | 1956      |                                                      | Bundesarchiv Bild 183-16762-0003, Pfaffendorf, Traktorist bei der Feldarbeit |
| Platypus         | Vereinigtes Königreich          | ?          | ?         | Marke eingestellt                                    |                                                                              |
| Plumett          | Schweiz                         | ?          | ?         | Marke eingestellt                                    |                                                                              |
| PMA              | Algerien                        | ?          | ?         |                                                      |                                                                              |
| Podeus           | Deutschland                     | 1912       | 1926      |                                                      |                                                                              |
| Pöhl             | Deutschland                     | 1911       | 1932      |                                                      |                                                                              |
| Polmot Foton     | Polen                           | ?          | ?         |                                                      |                                                                              |
| Porsche          | Deutschland                     | 1956       | 1964      | Nachfolger von Allgaier                              |                                                                              |
| Powertrac        | Indien                          | ?          |           | Marke der Escorts Group                              |                                                                              |
| Primus           | Deutschland                     | 1934       | 1960      |                                                      |                                                                              |
| Pronar           | Polen                           | 2006       |           |                                                      |                                                                              |
| Punjab Tractors  | Indien                          | ?          | ?         | Marke eingestellt                                    |                                                                              |

## R
| Marke             | Staat                  | Einführung | Auflösung | Bemerkungen                      | Bild |
| ----------------- | ---------------------- | ---------- | --------- | -------------------------------- | ---- |
| Rába              | Ungarn                 | ?          | ?         | Marke eingestellt                |      |
| Rakovica          | Serbien                | 1949       |           |                                  |      |
| Rancke            | Deutschland            | ?          | ?         | Marke eingestellt                |      |
| Ransomes          | Vereinigtes Königreich | ?          | ?         | Marke eingestellt                |      |
| Rapid             | Schweiz                | 1926       | ?         | Marke eingestellt                |      |
| Rathgeber         | Deutschland            | 1952       | 1958      | Nachfolger von FAMO              |      |
| Reform            | Österreich             | 1965       |           |                                  |      |
| Regal             | Kanada                 | ?          | ?         | Marke eingestellt                |      |
| Regal-Custom      | Vereinigte Staaten     | ?          | ?         | Marke eingestellt                |      |
| Reima             | Deutschland            | 1936       | 1940      | Marke eingestellt                |      |
| Reliable          | Vereinigte Staaten     | 1915       | 1921      |                                  |      |
| Renault           | Frankreich             | 1930er     | 2003      | Vorgänger von Claas              |      |
| Rigitrac          | Schweiz                | 2003       |           |                                  |      |
| Rip               | Frankreich             | ?          | ?         | Marke eingestellt                |      |
| Ritscher          | Deutschland            | 1920       | 1963      |                                  |      |
| RMW               | Deutschland            | 1950       | 1955      | als Traktorproduzent eingestellt |      |
| Roadless          | Vereinigtes Königreich | ?          | ?         | Marke eingestellt                |      |
| Rock Island       | Vereinigte Staaten     | 1928       | 1935      | Nachfolger von Heider            |      |
| Rockol            | Vereinigte Staaten     | ?          | ?         | Marke eingestellt                |      |
| Röhr              | Deutschland            | 1948       | 1955      |                                  |      |
| Rohrer            | Schweiz                | ?          | ?         | Marke eingestellt                |      |
| Roland H          | Argentinien            | ?          |           | Importmarke                      |      |
| Ronaldson-Tippett | Australien             | 1924       | 1939      |                                  |      |
| Rostselmash       | Russland               | ?          |           |                                  |      |
| Ruhrstahl         | Deutschland            | 1951       | 1954      |                                  |      |
| Ruhrthaler        | Deutschland            | 1918       | 1928      | Marke eingestellt                |      |
| Rushton           | Vereinigtes Königreich | ?          | ?         | Marke eingestellt                |      |
| Ruston            | Vereinigtes Königreich | ?          | 1928      |                                  |      |
| Ruston & Hornsby  | Vereinigtes Königreich | 1918       | ?         |                                  |      |

## S
| Marke              | Staat                  | Einführung | Auflösung | Bemerkungen | Bild |
| ------------------ | ---------------------- | ---------- | --------- | --- | ---- |
| Same               | Italien                | 1942       |           | Nachfolger von Cassani                                                                                             |      |
| Samson             | Vereinigte Staaten     | 1900       | 1923      | |      |
| Saunderson         | Vereinigtes Königreich | ?          | ?         | Marke eingestellt                                                                                                  |      |
| Satoh              | Japan                  | ?          | 1984      | |      |
| Sauerburger        | Deutschland            | ?          |           | |      |
| Savigliano         | Italien                | ?          |           | |      |
| Sawyer-Massey      | Kanada                 | 1910       | 1922      | |      |
| SCEMIA             | Frankreich             | 1918       | 1921      | Traktormarke eines Rollmaterialherstellers. Lizenz Saunderson; Marke eingestellt                                   |      |
| Schanzlin          | Deutschland            | 1958       | ?         | Marke eingestellt                                                                                                  |      |
| Schilter           | Schweiz                | 1972       | ?         | Marke eingestellt                                                                                                  |      |
| Schlüter           | Deutschland            | 1937       | 2005      | |      |
| Schmid+Mägert      | Schweiz                | ?          | ?         | Marke eingestellt                                                                                                  |      |
| Schmidt            | Deutschland            | ?          | ?         | Marke eingestellt                                                                                                  |      |
| Schmiedag          | Deutschland            | 1954       | 1961      | |      |
| Schmotzer          | Deutschland            | 1924       | 1975      | |      |
| Schöttler          | Deutschland            | 1931       | 1934      | Marke eingestellt                                                                                                  |      |
| Schneider          | Frankreich             | ?          | 1914      | Traktor des Rüstungs- und Schwerindustriekonzerns Schneider & Cie. Traktormarke von Somua übernommen; eingestellt  |      |
| Schwadyk & Schultz | Deutschland            | 1918       | 1927      | Marke eingestellt                                                                                                  |      |
| Schneider          | Frankreich             | 1914       | 1929      | Somua übernahm die Fahrzeugsparte von Schneider & Cie. Der Markenname blieb bis 1929                               |      |
| Schneider          | Deutschland            | 1960       | ?         | Marke eingestellt                                                                                                  |      |
| Sendling           | Deutschland            | ?          | ?         | Marke eingestellt, Vorgänger von Benz-Sendling                                                                     |      |
| Shaktiman          | Indien                 | ?          |           | |      |
| Shibaura           | Japan                  | 1961       |           | |      |
| Shifeng            | Volksrepublik China    | 1993       |           | |      |
| Sears-Bradley      | Vereinigte Staaten     | ?          | ?         | Handelsmarke der Sears, Roebuck and Company                                                                        |      |
| SIFT               | Frankreich             | ?          | ?         | Marke eingestellt                                                                                                  |      |
| Silver King        | Vereinigte Staaten     | ?          | ?         | |      |
| Sisu               | Finnland               | ?          | ?         | Marke eingestellt                                                                                                  |      |
| Sieben Erben       | Deutschland            | ?          | ?         | Marke eingestellt                                                                                                  |      |
| Škoda/LIAZ         | Tschechien             | ?          | ?         | Marke eingestellt                                                                                                  |      |
| SLM                | Schweiz                | ?          | ?         | Marke eingestellt                                                                                                  |      |
| Snapper            | Vereinigte Staaten     | ?          | ?         | Marke eingestellt                                                                                                  |      |
| Solis              | Indien                 | 1969       |           | Traktorenmarke des indischen Herstellers International Traktor Limited (ITL)                                       |      |
| SOMECA             | Frankreich             | 1953       | 1966      | Marke von Simca Nachfolger: Fiat Trattori                                                                          |      |
| SOMUA              | Frankreich             | 1914       | ?         | Nutzfahrzeughersteller. Markenname bis ca. 1929 Schneider; Somua wurde ev. parallel genutzt und ersetzte Schneider |      |
| Sonalika           | Indien                 | 1996       |           | |      |
| Square-Turn        | Vereinigte Staaten     | 1917       | 1925      | |      |
| Stara              | Brasilien              | 2013       | 2020er    | Traktorenproduktion eingestellt                                                                                    |      |
| Steiger            | Vereinigte Staaten     | 1958       | 1986      | heute Modellbezeichnung bei Case IH                                                                                |      |
| Steyr              | Österreich             | 1915       |           | |      |
| Stihl              | Deutschland            | 1948       | 1963      | |      |
| Stock              | Deutschland            | 1908       | 1945      | |      |
| Stoewer            | Deutschland            | 1917       | 1926      | |      |
| Sülchgau           | Deutschland            | ?          | ?         | Marke eingestellt                                                                                                  |      |
| Sulzer             | Deutschland            | 1946       | 1963      | |      |
| Svoboda            | Tschechien             | ?          | ?         | Marke eingestellt                                                                                                  |      |
| Swaraj             | Indien                 | 1970       |           | |      |
| Swedtrac           | Litauen                | 2023       |           | |      |
| Swed-Trac          | Schweden               | 1980er     | 1980er    | Marke eingestellt                                                                                                  |      |

## T
| Marke                        | Staat                  | Einführung | Auflösung | Bemerkungen        | Bild |
| ---------------------------- | ---------------------- | ---------- | --------- | ------------------ | ---- |
| TAFE                         | Indien                 | 1960       |           |                    |      |
| Taihong                      | China                  | 1990       |           |                    |      |
| Taishan                      | China                  | ?          |           |                    |      |
| Takra                        | Finnland               | 1949       | 1954      |                    |      |
| Terrion                      | Russland               | 2007       |           |                    |      |
| Thieman                      | Vereinigte Staaten     | ?          | ?         | Bausatz-Traktoren  |      |
| Tidaholm                     | Schweden               | 1919       | 1919      | Serie von 20 Stück |      |
| Tillotson                    | Kanada                 | ?          | ?         |                    |      |
| Titan                        | Vereinigte Staaten     | 1917       | 1917      |                    |      |
| Tittmann                     | Deutschland            | 1935       | 1940      | Marke eingestellt  |      |
| Titus                        | Deutschland            | 1949       | 1959      |                    |      |
| Toro                         | Vereinigte Staaten     | 1914       | 1927      |                    |      |
| Toro                         | Deutschland            | 1923       | 1928      |                    |      |
| Torpedo                      | Jugoslawien            | ?          | ?         | Marke eingestellt  |      |
| Trabant                      | Deutschland            | 1949       | 1950      |                    |      |
| Track Marshall               | Vereinigtes Königreich | ?          | ?         | Marke eingestellt  |      |
| Tractocoop                   | Frankreich             | ?          | ?         | Marke eingestellt  |      |
| Tramontini                   | Brasilien              | 1993       |           |                    |      |
| Trantor                      | Vereinigtes Königreich | 1973       | ?         | Marke eingestellt  |      |
| Traylor                      | Vereinigte Staaten     | 1920       | ca. 1928  |                    |      |
| Trundaar                     | Vereinigte Staaten     | 1917       | 1921      |                    |      |
| TschTS                       | Sowjetunion            | 1933       |           |                    |      |
| Türk Traktör                 | Türkei                 | 1955       |           |                    |      |
| Tümosan                      | Türkei                 | 1977       |           |                    |      |
| Turner Manufacturing         | Vereinigtes Königreich | 1949       | ?         | Marke eingestellt  |      |
| Turner Manufacturing Company | Vereinigte Staaten     | ?          | ?         | Marke eingestellt  |      |
| Twin City                    | Vereinigte Staaten     | ?          | ?         | Marke eingestellt  |      |
| TYM                          | Südkorea               | ?          |           |                    |      |
| Tomo Vinkovic                | Jugoslawien            | 1960       | ?         | Marke eingestellt  |      |

## U
| Marke         | Staat              | Einführung | Auflösung | Bemerkungen                                          | Bild |
| ------------- | ------------------ | ---------- | --------- | ---------------------------------------------------- | ---- |
| Uncle Sam     | Vereinigte Staaten | ?          | ?         | Marke eingestellt                                    |      |
| Unimog        | Deutschland        | 1949       |           |                                                      |      |
| Universal     | Vereinigte Staaten | ?          | ?         | Marke eingestellt, ansässig in Newcastle             |      |
| Universal     | Vereinigte Staaten | ?          | ?         | Marke eingestellt, ansässig in Oshkosh               |      |
| Universal     | Vereinigte Staaten | 1911       | ca. 1914  | ansässig in Stillwater                               |      |
| Universal     | Vereinigte Staaten | 1914       | 1915      | ansässig in Columbus, Vorgänger von Moline Universal |      |
| Universal     | Deutschland        | 1911       | 1913      | ansässig in München                                  |      |
| Universal     | Sowjetunion        | 1934       | 1955      |                                                      |      |
| Universal UTS | Slowenien          | ?          | ?         | Marke eingestellt                                    |      |
| Upton         | Australien         | 1960er     | ?         | Marke eingestellt                                    |      |
| Urus          | Deutschland        | 1950       | 1954      | Nachfolger und Vorgänger von Ursus                   |      |
| Ursus         | Deutschland        | 1947 1954  | 1950 1957 | Vorgänger und Nachfolger von Urus                    |      |
| Ursus         | Polen              | 1947       |           |                                                      |      |
| UTB           | Rumänien           | 1946       | 2007      |                                                      |      |
| Utilitator    | Vereinigte Staaten | 1919       | ca. 1920  |                                                      |      |

## V
| Marke         | Staat       | Einführung | Auflösung | Bemerkungen                                 | Bild |
| ------------- | ----------- | ---------- | --------- | ------------------------------------------- | ---- |
| Valmet        | Finnland    | 1951       | 1997      | Vorgänger von Valtra-Valmet                 |      |
| Valpadana     | Italien     | 1935       |           |                                             |      |
| VALTEC        | Rumänien    | ?          |           |                                             |      |
| Valtra-Valmet | Finnland    | 1997       | 2001      | Nachfolger von Valmet, Vorgänger von Valtra |      |
| Valtra        | Finnland    | 2001       |           | Nachfolger von Valtra-Valmet                |      |
| Vandel        | Frankreich  | ?          | ?         | Marke eingestellt                           |      |
| Vari          | Deutschland | ?          | ?         | Marke eingestellt                           |      |
| Vassalli      | Argentinien | ?          |           |                                             |      |
| Vendeuvre     | Frankreich  | ?          | ?         | Marke eingestellt                           |      |
| Versatile     | Kanada      | ?          |           |                                             |      |
| Vevey         | Schweiz     | 1936       | 1963      | Marke eingestellt                           |      |
| Vogeler       | Deutschland | 1918       | 1924      |                                             |      |
| Volvo         | Schweden    | ?          | ?         | Vorgänger von Volvo-BM, Marke eingestellt   |      |
| Volvo-BM      | Schweden    | ?          | ?         | Nachfolger von Volvo, Marke eingestellt     |      |

## W
| Marke             | Staat               | Einführung | Auflösung | Bemerkungen                                               | Bild |
| ----------------- | ------------------- | ---------- | --------- | --------------------------------------------------------- | ---- |
| FWD Wagner        | Vereinigte Staaten  | 1935       | 1960er    | Marke eingestellt                                         |      |
| Wahl              | Deutschland         | 1935       | 1962      |                                                           |      |
| Wallis            | Vereinigte Staaten  | 1912       | 1932      | 1928 von Massey-Harris übernommen. Marke eingestellt      |      |
| Waltanna          | Australien          | 1977       | 1991      |                                                           |      |
| Wanner            | Deutschland         | 1949       | 1951      |                                                           |      |
| Warchalowski      | Österreich          | ?          | ?         | Marke eingestellt                                         |      |
| Waterloo          | Vereinigte Staaten  | 1894       | 1918      | Vorgänger von John Deere                                  |      |
| Waterloo          | Kanada              | 1880       |           | Traktoren 1880–1925. Kein Bezug zum Waterloo aus den USA. |      |
| Welte             | Deutschland         | 1969       |           | Traktoren für Forsteinsatz                                |      |
| Werner            | Deutschland         | 1902       |           | Spezialtraktoren und Systemschlepper für Forsteinsatz     |      |
| Wesseler          | Deutschland         | 1938       | 1966      |                                                           |      |
| White             | Vereinigte Staaten  | 1975       | 2001      | Nachfolger von Oliver, Vorgänger von AGCO                 |      |
| Wladimir          | Sowjetunion         | 1943       | 2018      | Hersteller insolvent und abgewickelt                      |      |
| Wiß               | Deutschland         | 1911       | 1911      |                                                           |      |
| Wolf              | Deutschland         | 1938       | 1966      |                                                           |      |
| Wolgograd         | Russland            | 1961       | 2015      |                                                           |      |
| Wolverine Tractor | Vereinigte Staaten  | 1916       | 1918      |                                                           |      |
| Worthington       | Vereinigte Staaten  | ?          | ?         | Aufsitzmäher Kein Bezug zu Ingeco                         |      |
| Wotrak            | Deutschland         | 1949       | 1950      |                                                           |      |
| Wurr              | Deutschland         | 1923       | 1928      |                                                           |      |
| Wuzheng           | Volksrepublik China | 1966       |           |                                                           |      |

## Y
| Marke  | Staat               | Einführung | Auflösung | Bemerkungen | Bild |
| ------ | ------------------- | ---------- | --------- | ----------- | ---- |
| Yağmur | Türkei              | ?          |           |             |      |
| Yanmar | Japan               | 1967       |           |             |      |
| YTO    | Volksrepublik China | 1955       |           |             |      |

## Z
| Marke         | Staat               | Einführung | Auflösung | Bemerkungen           | Bild |
| ------------- | ------------------- | ---------- | --------- | --------------------- | ---- |
| Zanello       | Argentinien         | 1959       | 2002      |                       |      |
| Zanello (CMZ) | Argentinien         | ?          |           | Importmarke           |      |
| Zanker        | Deutschland         | 1949       | 1950      | Vorgänger von Bautz   |      |
| Zetor         | Tschechien          | 1946       |           |                       |      |
| Zettelmeyer   | Deutschland         | 1936       | 1954      |                       |      |
| Zoomlion      | Volksrepublik China | 2014       |           | Nachfolger von DETANK |      |